# Павловська республіка
Павловська республіка (пол. Rzeczpospolita Pawłowska, біл. Паўлаўская Республіка, лит. Paulavos respublika) — маєток Павлово у Віленському повіті Речі Посполитої, в якому у другій половині XVIII століття були проведені кардинальні соціально-економічні реформи, в результаті яких сформоване місцеве самоврядування.

## Історія
У 1767 році священик Павло Ксаверій Бжостовський (Берестовський) придбав маєток Мереч (нині Меркине в Шальчинінкському районі Литви), яке на свою честь назвав Павлово. Новий власник, який був прихильником ідей Просвітництва, провів широкі реформи, спрямовані на поліпшення життя селян. 

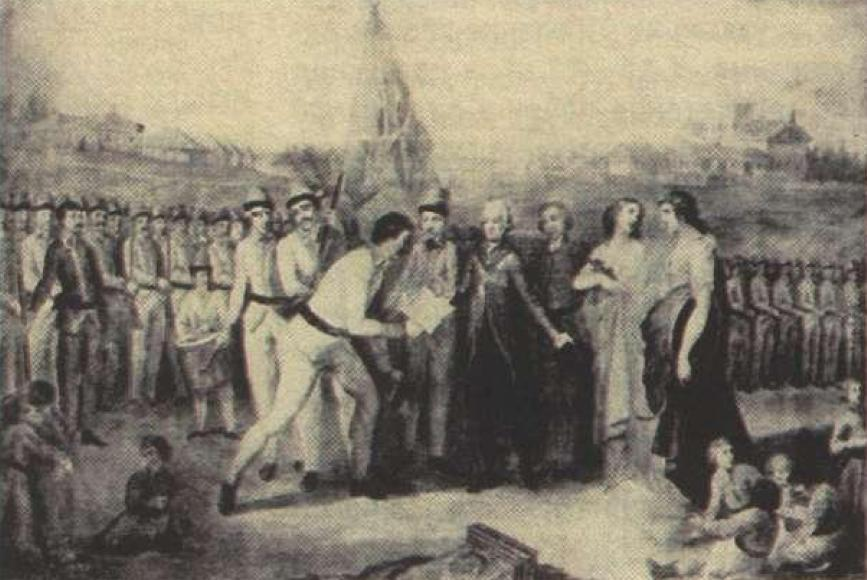
«Павло Ксаверій Бжостовский оголошує Статут селянам Павлово». Франтішек Смуглевич, 1795

У 1769 році за їхньої згоди Бжостовський видав Статут, згідно з яким скасовувалося кріпацтво, селянам надавалася особиста свобода і право покинути маєток за умови виплати боргів і знаходження собі заміни. Селяни були розділені на чотири категорії: пеняжники, бояри, тяглі та ектники. Перші три отримали великі господарства, за які несли відповідно грошову, грошово-відробіткову і відробіткову повинності. 
У 1786 році практично вся фільваркова (панська) земля була поділена між селянами, при цьому відробіткову повинність було замінено грошовою (чиншем). В результаті переділу землі було ліквідоване черезсмужжя. Селяни отримали право безоплатно користуватися Мерецькою пущею, розпоряджатися власним майном (у тому числі частково землею), а також займатися ремеслом і торгівлею.

### Законодавча влада
У маєтку був створений інститут місцевого самоврядування за прикладом двопалатного парламенту. Верхня палата складалася із призначених Бжостовським губернатора, намісника (писаря), тивуна й орендарів, а також виборних представників від селян: цензора, бурмістра, двох лавників, двох лісничих, двох мостівничих і десятників. Після ліквідації фільварку призначені власником особи втратили значення і були виведені зі складу палати, в якій станом на 1791 рік засідали цензор, підцензор, чотири стражника, бурмистр, чотири десятника (війта), піддесятники, два мостівника (будівельника) і чотири лісничих. Для засідань верхньої палати був спеціально побудований будинок.
Нижня палата, засідання якої проходили під головуванням губернатора і окремо від верхньої, складалася з усіх самостійних господарів наділів маєтку. У 1791 році Бжостовський замінив «парламент» на комісію з 12 чиновників і 8 призначуваних їм кожні 4 роки депутатів від селян.

### Реформи
Статут 1769 року для розгляду позовів між селянами вводив суд у складі губернатора, писаря, тіуна і двох обраних селянами лавників. Також була заснована каса, яка позичала селянам грошима, зерном і робочою худобою. У 1788 році було виділено 30 тисяч злотих на утримання постійного фельдшера і аптеки. У 1791 році суд був перетворений в щотижневий, що складався з виборних лавників. Апеляції на рішення подавалися у другій суд з трьох господарів наділів. Власним коштом Бжостовський оплачував роботу двох вчителів для дітей і дорослих, а пізніше відкрив школу, в якій викладалося читання, письмо, арифметика, релігія, географія краю, основи сільського господарства. Вчили також співу і давали деякі практичні уроки, в тому числі домашнього ремесла. Навчання основам сільськогосподарської науки згодом було розширено. У 1770 році Бжостовський видав підручник «Про землеробстві для вигоди господарів, які проживають в Павлово», що став першим підручником з сільського господарства в Речі Посполитій, а також підручник для селян про хвороби і ліки.
Павловською республікою була розроблена своя грошова система, планувався випуск власної монети.
Реформи сприяли розвитку капіталістичних відносин і зростання якості життя селян. Більшість поміщиків Речі Посполитої зустріли їх вороже, а прогресивно налаштовані кола наводили як приклад. Окремі положення Статуту Павлово мали паралелі і в інших маєтках поміщиків (наприклад, у маєтку Хрептовича Щорси), проте в цілому становище Павловської республіки було унікальним.

### Військо
З селян чоловічої статі було організоване військо (міліція), яке передбачалося використовувати для оборони держави. Військо було забезпечено мундирами і зброєю одного калібру, що зберігалися в будинках селян. Республіку було укріплено фортецею з арсеналом і гарматами на оборонних валах.
Павловське військо взяло участь у повстанні Костюшка, у червні 1794 року його інспектував і високо оцінив Якуб Ясинський. Селяни Павловської республіки направили до повстанських загонів 150 бійців і дві гармати.

### Кінець республіки

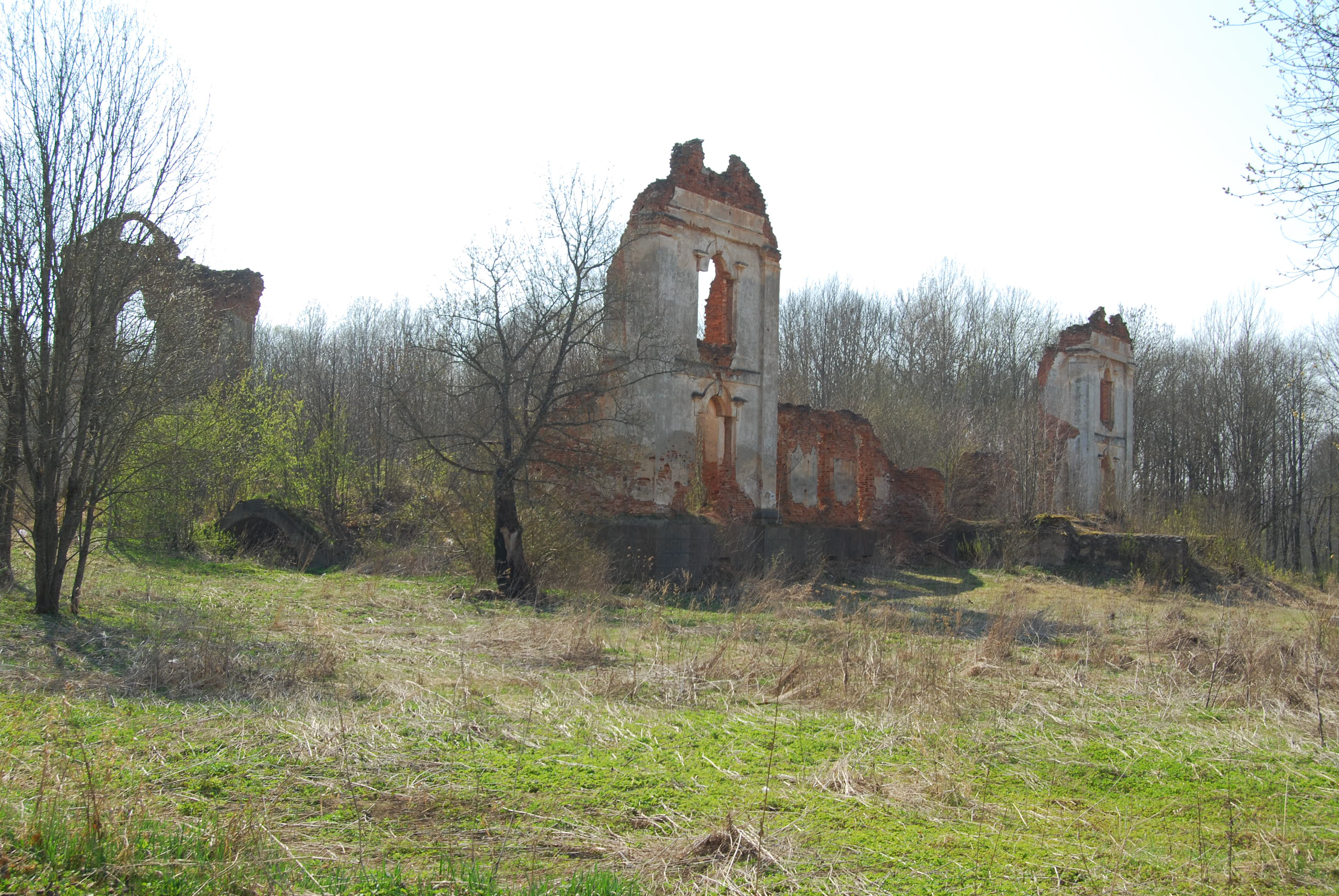
Руїни маєтку, 2009

3 і 24 квітня 1794 року Павлово штурмували російські війська, в кінці місяця захопили маєток. Наприкінці 1794 року Бжостовський, розуміючи, що за підтримку повстання йому загрожує покарання, був змушений емігрувати і продати Павлово Ф. Мошинському на умови збереження його статусу. Збереглася легенда, що за кілька днів до від'їзду селяни подарували Бжостовському золотий перстень з подячним написом.
Надалі маєток перейшов у руки інших власників, які істотно підвищили повинності та скоротили права селян, однак Павлово ще довгий час дотримувався основних положень Статуту, доки республіка в 1824 році остаточно була ліквідована російською владою з відновленням кріпацької залежності.
Після від'їзду Бжостовський протягом п'яти років жив у Дрездені та Римі. Після повернення на батьківщину був парохом у селі Рукойні поблизу сучасного Вільнюса, де й помер у 1827 році.